# Årmiljon
Årmiljon är en tidsenhet, vilken representerar en miljon år. Enheten används främst inom vetenskaper där långa tidsspann behöver specificeras regelbundet, exempelvis geologi och astronomi. Årmiljon betecknas ofta Myr, för "Mega-years" eller "million years".

## Debatt
Inom geologin har det funnits en debatt gällande om både årmiljon och det som idag representerar "miljon år sedan" (vanligtvis betecknat Ma) ska användas, eller om endast Ma är nödvändig. 2011 framförde IUPAC och IUGS synpunkten att geologiska tidsspann kan specificeras enbart genom att använda ett tidsintervall och ett referensdatum, samt att de snarlika begreppen kan leda till oklarheter. Symbolen a skulle då definieras som ett år (vilket innebär att Ma skulle betyda årmiljon) och året skulle standardiseras till 31 556 925,445 s, för att se till att enheten överensstämmer med SI-systemet. Enheten år skulle i så fall vara en härledd enhet i systemet.
Andra geologer har dock argumenterat för att särskiljandet mellan årmiljon och "miljon år sedan" är viktigt, samt att begreppen ej leder till förvirring, då de beskriver olika koncept. Att ett år skulle kunna bli en härledd SI-enhet har också ifrågasatts, eftersom en härledd enhet ska kunna representeras som en produkt av basenheter.